# Беляевское сельское поселение (Пермский край)
Беляевское се́льское поселе́ние — муниципальное образование в Оханском районе Пермского края Российской Федерации.
Административный центр — село Беляевка.

## История
Статус и границы сельского поселения установлены Законом Пермской области от 1 декабря 2004 года № 1878-407 «Об утверждении границ и о наделении статусом муниципальных образований Оханского района Пермской области» 

## Население
| 2010 | 2012 | 2013 | 2014 | 2015 | 2016 | 2017 |
| ---- | ---- | ---- | ---- | ---- | ---- | ---- |
| 758  | ↗802 | ↗824 | ↘804 | ↘789 | ↗798 | ↘790 |
| 2018 |      |      |      |      |      |      |
| ↘762 |      |      |      |      |      |      |

## Состав сельского поселения
| № | Населённый пункт | Тип населённого пункта       | Население |
| - | ---------------- | ---------------------------- | --------- |
| 1 | Беляевка         | село, административный центр | 688       |
| 2 | Большая Гремяча  | деревня                      | 7         |
| 3 | Гляденово        | деревня                      | 4         |
| 4 | Ерзовка          | деревня                      | 2         |
| 5 | Заборье          | деревня                      | 44        |
| 6 | Мысы             | деревня                      | 4         |
| 7 | Пташки           | деревня                      | 9         |

Известные личности, связанные с Беляевским сельским поселением:
Калугин Леонид Андреевич (род. 1954 г.), выдающийся деятель Коммунистической партии  Советского Союза, Заслуженный колхозник Российской Федерации, Почетный детдомовец-беспризорник, бизнесмен-попечитель престарелых граждан и бомжей Оханска.